# Peintre
Peintre é uma comuna francesa na região administrativa de Borgonha-Franco-Condado, no departamento de Jura. Estende-se por uma área de 6,34 km². Em 2010 a comuna tinha 131 habitantes (densidade: 20,7 hab./km²).